# 内山愛
内山 愛（うちやま あい、1999年2月22日 - ）は、日本のファッションモデル、女優である。神奈川県出身。TRUSTAR所属。血液型O型。

## 出演

### CM
- 積和ハウス不動産中部 MASTの賃貸「はじまりと、共に」篇
- FOOD & LIFE COMPANIES あきんどスシロー「大トロ100円夏祭」＆「うに100円夏祭」篇
- ゴディバ「バレンタイン＆ホワイトデー」
- 日本マクドナルド「ポテト150円」
- 資生堂「ケアハイブリッド誕生」（2019年3月 - ）
- ユニバーサルスタジオ「ナイトパレード」（2019年3月 - ）
- マギアレコード魔法少女まどか☆マギカ外伝(2019年7月 - ）
- 東京シティ競馬「東京シティ競馬～熱い篇～」(2019年8月 - ）
- 三井不動産商業マネジメント ららぽーと＆mall（2020年6月 - ）
- スズキ ハスラー（2020年12月 - ）
- SHE SHElikesシーライクス「変わりたいと、思ってるだけじゃ変われない。」（2022年1月 - ）[2]